# Alfabeto osmanya

Alef, prima lettera dell’alfabeto somalo.

L’alfabeto osmanya (𐒋𐒘𐒈𐒑𐒛𐒒𐒕𐒀, cismaanya) o alfabeto somalo (𐒍𐒖𐒇 𐒈𐒝𐒑𐒛𐒐𐒘, far soomaali) è un sistema di scrittura creato per trascrivere la lingua somala.
Ideato tra il 1920 e il 1922 da Osman Yusuf Kenadid (𐒋𐒘𐒈𐒑𐒛𐒒 𐒕𐒓𐒈𐒚𐒍 𐒏𐒜𐒒𐒖𐒆𐒕𐒆), nipote del sultano Yusuf Alì Kenadid (𐒕𐒓𐒈𐒚𐒍 𐒋𐒖𐒐𐒘 𐒏𐒜𐒒𐒖𐒆𐒕𐒆), ha la sua maggior diffusione tra gli anni 1961 e 1969, quando viene ufficializzato insieme all'alfabeto latino, abbandonando l'utilizzo dell'italiano negli uffici pubblici. Negli stessi anni, una massiccia campagna di alfabetizzazione ne accresce l'utilizzo in tutti i campi sociali e su tutto il territorio della Somalia. Nel 1973, anno dell'istituzione dell'alfabeto latino come unica ortografia ufficiale delle autorità e dell'istruzione in somalo, l'osmanya vede un progressivo declino, divenendo oggi una scrittura d'uso esclusivamente tradizionale, celebrativo, privato o accademico.

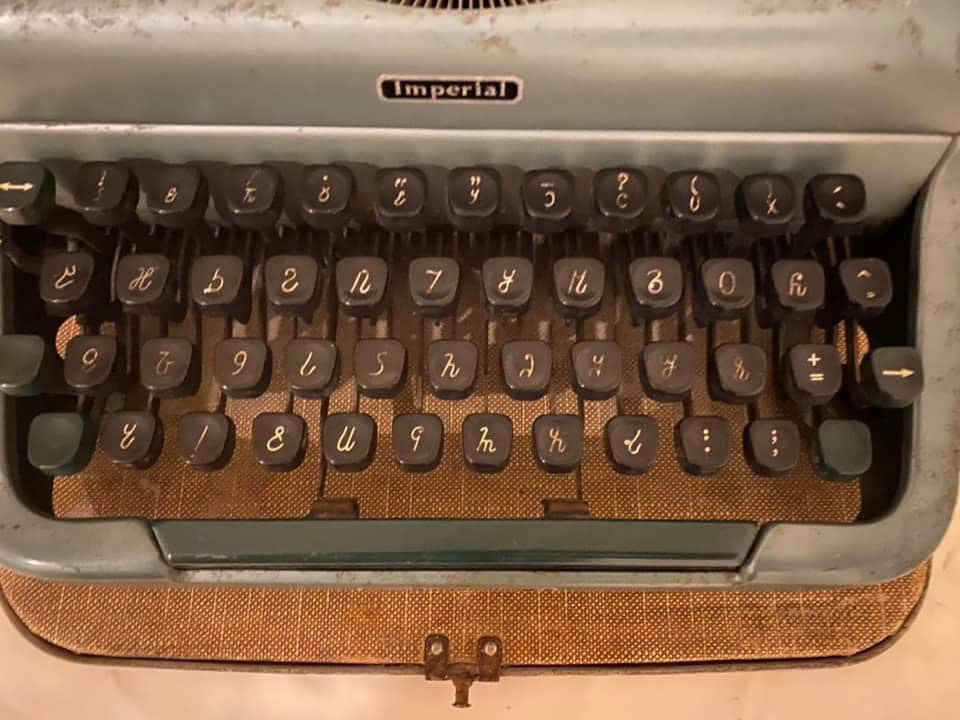
Macchina da scrivere in alfabeto somalo.

## Lettere
| Osmanya | Nome   | Latino | AFI         | Osmanya | Nome    | Latino | AFI         | Osmanya | Nome | Latino | AFI      |
| ------- | ------ | ------ | ----------- | ------- | ------- | ------ | ----------- | ------- | ---- | ------ | -------- |
| 𐒀       | alef   | ʼ      | [ʔ]         | 𐒁       | ba      | b      | [b]         | 𐒂       | ta   | t      | [t]      |
| 𐒃       | ja     | j      | [d͡ʒ]        | 𐒄       | xa      | x      | [ħ]         | 𐒅       | kha  | kh     | [χ]      |
| 𐒆       | deel   | d      | [d]         | 𐒇       | ra      | r      | [r]         | 𐒈       | sa   | s      | [s]      |
| 𐒉       | shiin  | sh     | [ʃ]         | 𐒊       | dha     | dh     | [ɖ]         | 𐒋       | cayn | c      | [ʕ]      |
| 𐒌       | ga     | g      | [g]         | 𐒍       | fa      | f      | [f]         | 𐒎       | qaaf | q      | [q]      |
| 𐒏       | kaaf   | k      | [k]         | 𐒐       | laan    | l      | [l]         | 𐒑       | miin | m      | [m]      |
| 𐒒       | nuun   | n      | [n]         | 𐒓       | waw, uu | w, uu  | [w, ʉː, uː] | 𐒔       | ha   | h      | [h]      |
| 𐒕       | ya, ii | y, ii  | [j, iː, ɪː] | 𐒖       | a       | a      | [æ, ɑ]      | 𐒗       | e    | e      | [e, ɛ]   |
| 𐒘       | i      | i      | [i, ɪ]      | 𐒙       | o       | o      | [ɞ, ɔ]      | 𐒚       | u    | u      | [ʉ, u]   |
| 𐒛       | aa     | aa     | [æː, ɑː]    | 𐒜       | ee      | ee     | [eː, ɛː]    | 𐒝       | oo   | oo     | [ɞː, ɔː] |

## Numeri
| Cifra   | 0 | 1 | 2 | 3 | 4 | 5 | 6 | 7 | 8 | 9 |
| Osmanya | 𐒠 | 𐒡 | 𐒢 | 𐒣 | 𐒤 | 𐒥 | 𐒦 | 𐒧 | 𐒨 | 𐒩 |